# Abapeba guanicae
Abapeba guanicae là một loài nhện trong họ Corinnidae.
Loài này thuộc chi Abapeba. Abapeba guanicae được Alexander Petrunkevitch miêu tả năm 1930.